# Carex lapponica
Carex lapponica là một loài thực vật có hoa trong họ Cói. Loài này được O.Lang mô tả khoa học đầu tiên năm 1851.